# Lysva

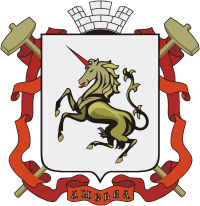
Stadens vapen.

Lysva (även Lisva, ryska Лысьва) är en stad i Uralområdet, 80 kilometer öster om Perm. Folkmängden uppgick till 63 558 invånare i början av 2015. Staden är främst känd för sin metallindustri.